# Aanand L. Rai
Aanand L. Rai (né Raisinghani) est un réalisateur et un producteur de Bollywood.

## Biographie
Sa famille était originaire du Sind (aujourd'hui au Pakistan), mais déménagea à Dehradun lors de la partition des Indes en 1947. Elle déménagea ensuite à New Delhi, où Aanand L. Rai naquit. Il fit des études d'ingénieur à Aurangabad, dans le Maharashtra.
Aanand L. Rai débuta d'abord sa carrière en tant qu'ingénieur, mais il partit vite à Bombay pour devenir l'assistant de son frère aîné, Ravi Rai, qui était réalisateur de télévision. 
En tant que réalisateur, il débuta avec Strangers, une reprise de L'Inconnu du Nord-Express d'Alfred Hitchcock.
Il est aussi le fondateur de la société de production Colour Yellow Productions (en)

## Filmographie partielle

### Réalisateur
- 2007 : Strangers
- 2011 : Tanu Weds Manu
- 2013 : Raanjhanaa
- 2018 : Zero

### Producteur
- 2020 : Shubh Mangal Zyada Saavdhan